# 華都花園

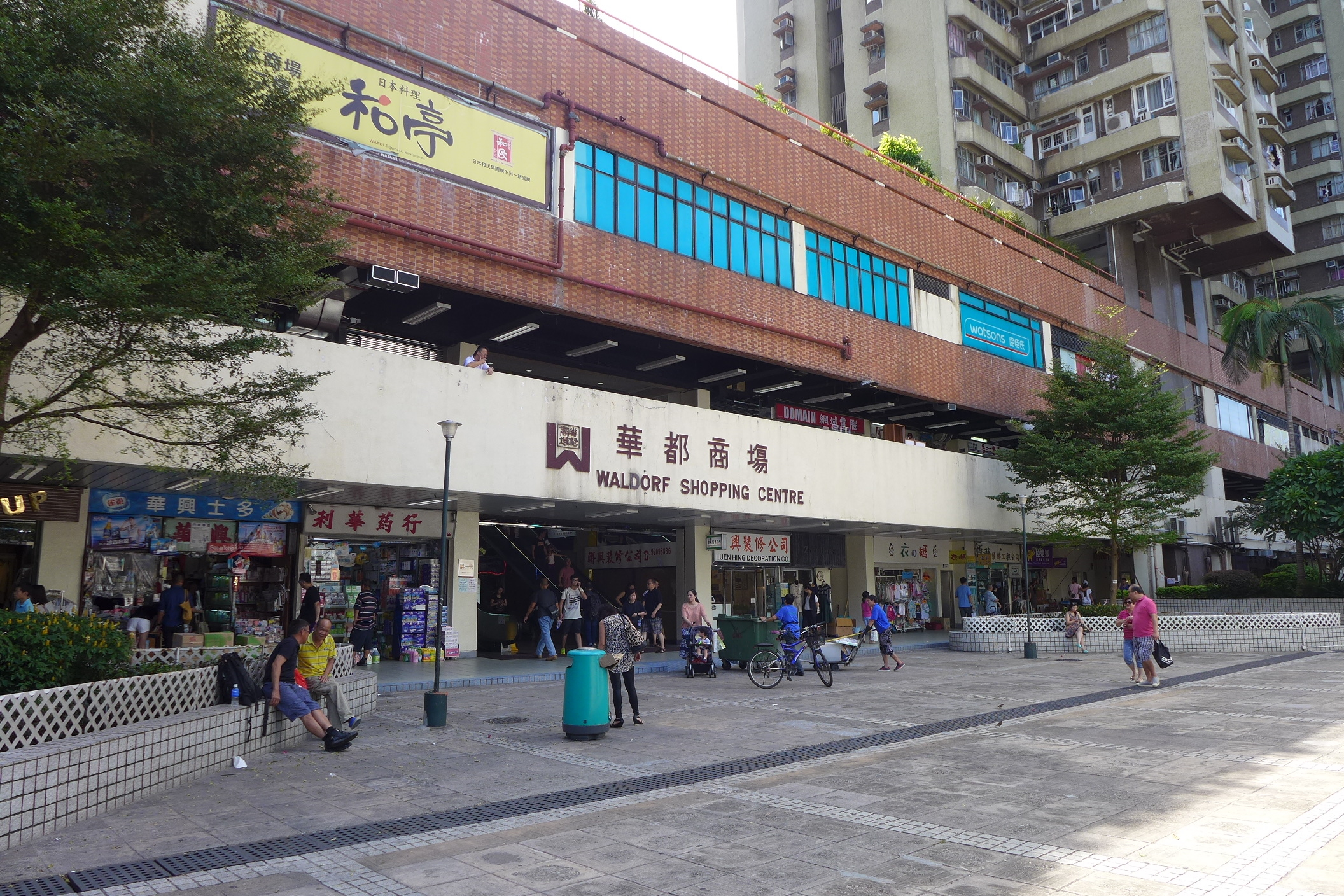
華都商場外貌

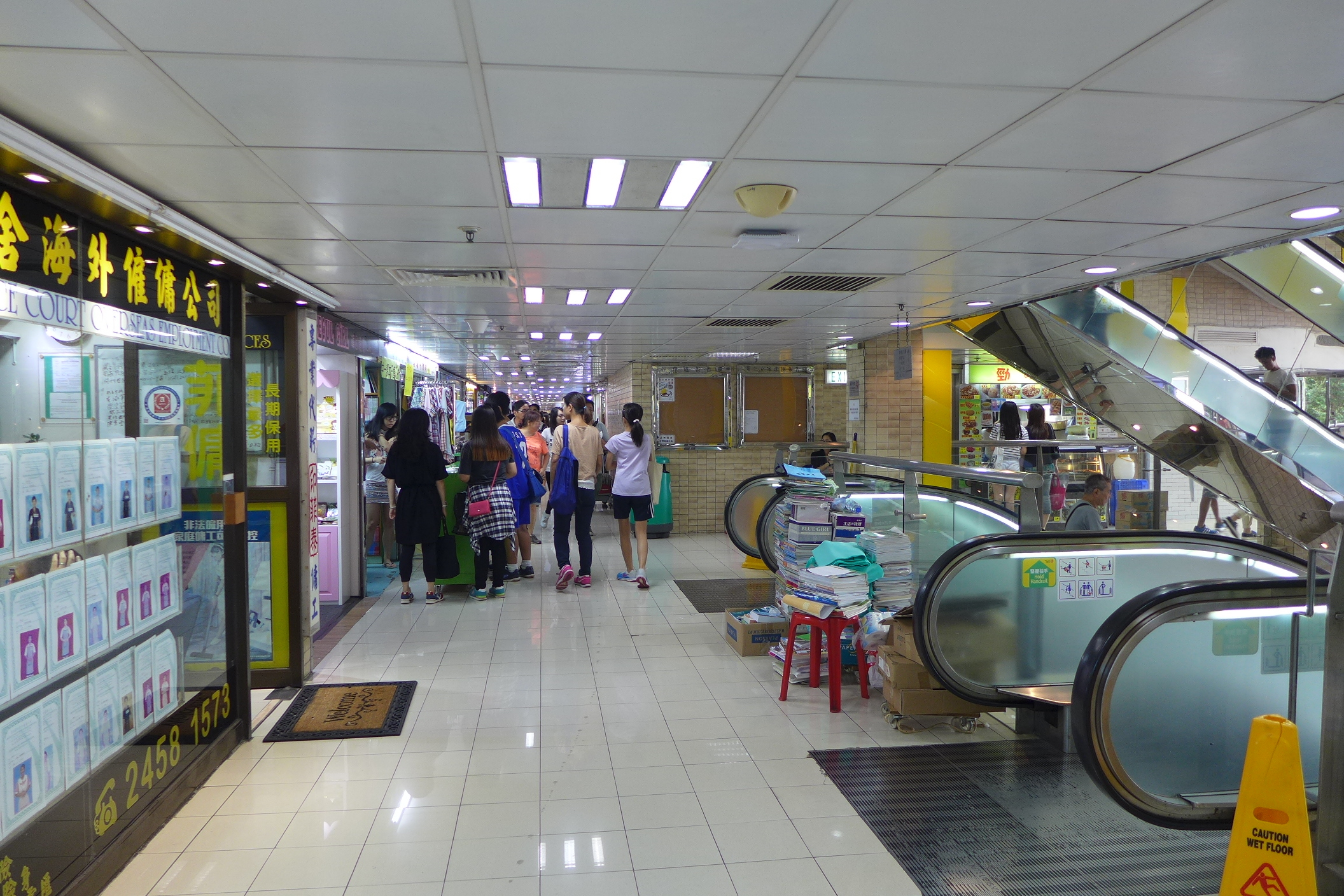
華都商場2樓

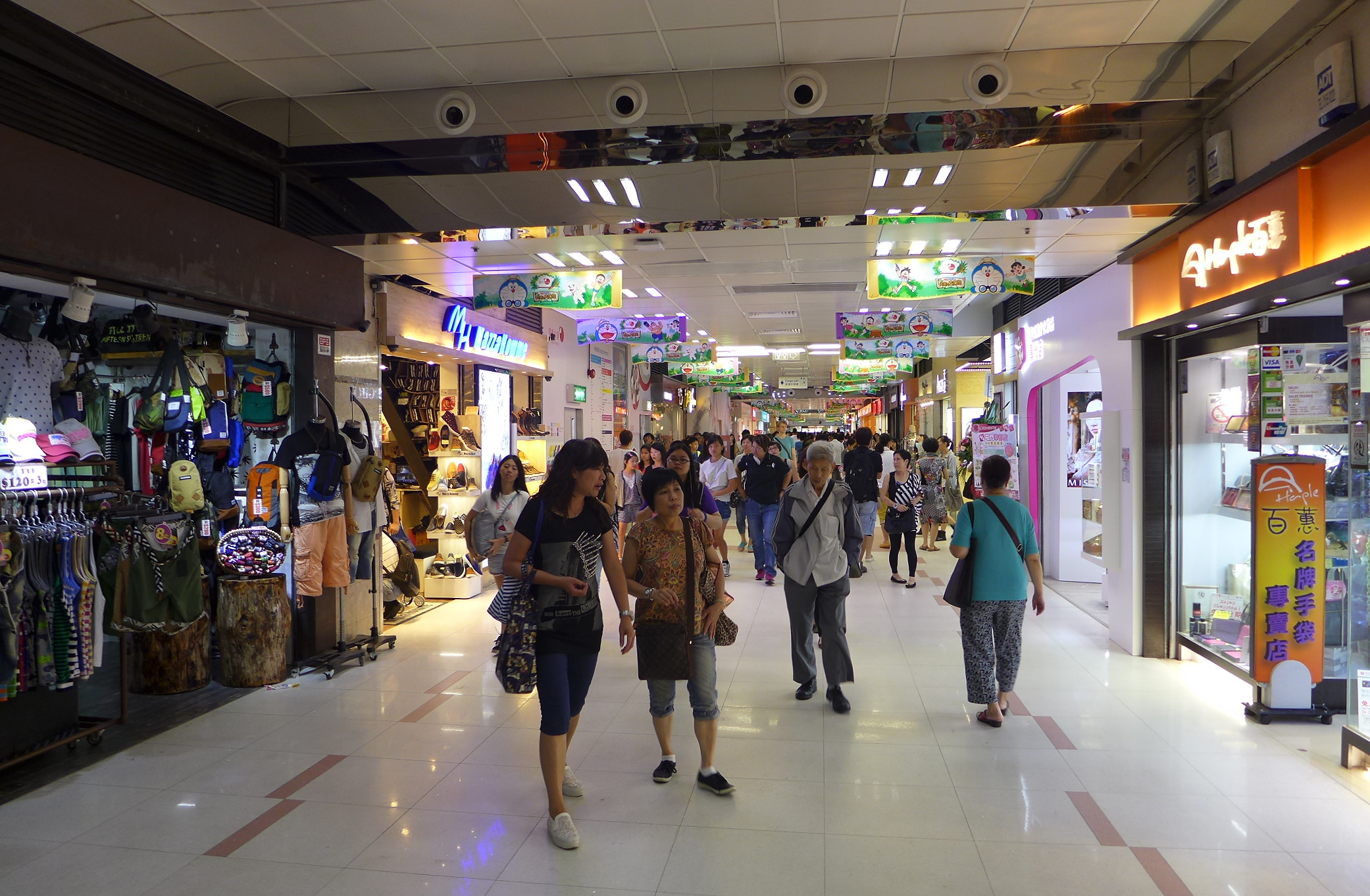
華都商場3樓命為「華都大道」

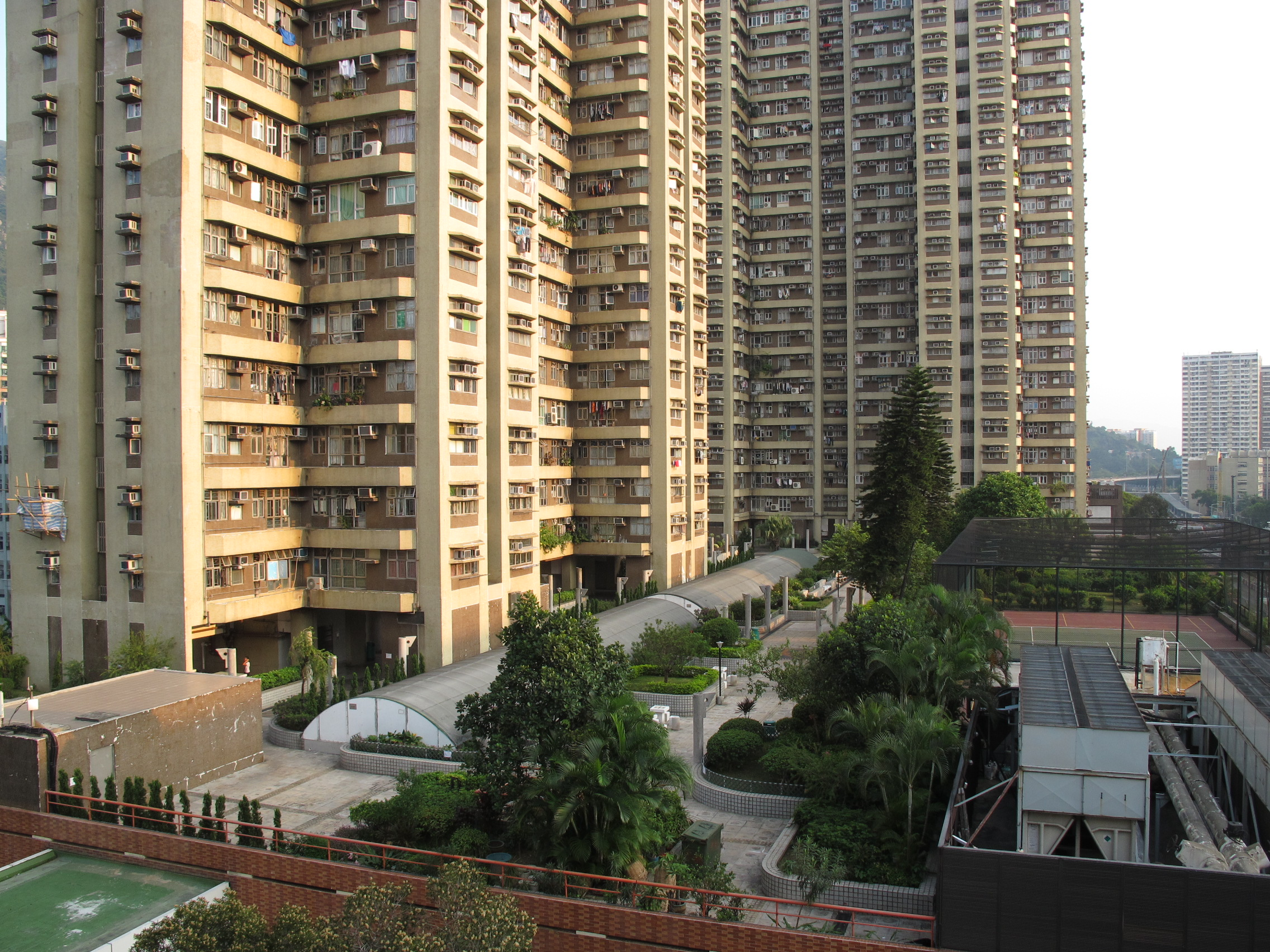
華都花園平台設有網球場以及露天遊樂設施

華都花園（英語：Waldorf Garden），地址位於香港新界屯門區屯利街1號，為屯門市中心組成部份之一。項目由長江實業及新鴻基地產發展，於1982年初落成，10月正式入伙，基座為佔3層樓層的商場，面積超過20萬平方呎，花園平台上蓋為住宅項目，合共有5座大廈。

## 商場
商場命為「華都商場」，樓高3層，其中1樓及2樓業權已分散，3樓8.08萬方呎原由新鴻基地產持有，於2002年出售予長江實業，其後由置富產業信託持有。
1樓（即地下）以食肆為主，包括小巴黎越南餐廳、尖茶、韓吧料理、屯利佳餐廳及雲南小鍋米線、秋田日本料理、酸辣川、千銅和食屋、牛蓋、Böugel、上海珍珍排骨麵；亦有藥房、配鎖鑰店、眼鏡店、美容修甲店、旅行社、裝修店、窗簾店、牙醫、美聯地產及其他地產店、順豐速遞物流及其他淘寶集運收貨點等等。
2樓主要是電話零件店、書店、小型旅行社、格仔舖、水晶店、美容店及小食店、小餐廳等，包括E-mo Korean Restaurant、泰旺、轉角、心思思、姓膠煮麵等。
3樓現命名為「華都大道」。1990年代，華都商場3樓設有酒樓鋪位，其後在商場翻新時，間成多個鋪位出租。另外，近屯門巿廣場的一端有部份區域曾被命名為百寶街。現在的租戶主要以大型食肆及遊戲中心、大快活快餐店、譚仔雲南米線、著名連鎖餐廳椰林閣總店、KFC家鄉雞、Pizza Hut、OK便利店、壽司郎、NGS Fun Station、實惠、千年史文具店，海馬家庭用品、幸丸妹妹、時裝店及電腦零售為主。
華都大道其中一端可接通「新都大廈」二樓商場，即英皇戲院、日本城、759阿信屋同層；另一端即接通屯門市廣場，鄰近AEON、牛一、馬莎百貨。
其中一樓（即地面）及二樓部分為停車場用途。
2025年，置富產業信託計劃翻新華都大道，開支預算900萬港元。

## 住宅
住宅部份設5座大廈（第一座至第五座），合共提供1,032個單位，全是2房及3房間隔，比例分別約八成及兩成，當中第1座全是2房單位。全屋苑2房單位建築面積由502至513平方呎；3房單位一律為649平方呎。
華都花園單位採光充足、沒有黑廁、沒有窗台位，實用率為市中心一帶屋苑最高，全部均一定為80%以上；較鄰近屯門市廣場（平均實用率69-75%）、時代廣場（平均實用率74-79%，只有極小數大單位為82%）及錦華花園（平均實用率71-73%）為高。
平台花園設有網球場、乒乓球枱、園藝植物以及露天遊樂設施。
地下有屋苑管理的露天花園，有休憩亭、座椅、園藝植物等。花園近屯利街出口有郵筒收集郵件。露天花園旁邊是博愛醫院總理聯誼會鄭任安夫人學校、仁愛分科診所、屯門眼科中心及衛生署婦女健康中心。經屯門市廣場可步行至屯門市鎮公園。

### 升降機服務
所有樓宇均採用三菱電機提供的升降機。

### 物業管理服務
佳定物業管理有限公司自1982年起為華都花園提供物業管理服務。

## 流行文化
華都商場在1990年代是區內品流最複雜的地方，場內開設了多間卡拉OK，有些更以年輕少女作招徠，及後經警方大力掃蕩後，治安情況已大為改善。善於拍攝社會性題材的劉國昌，於2000年曾以屯門區的出軌少女為題材拍攝了一部走漏眼的佳作《無人駕駛》。影片中，華都商場內的「回到未來」成了片中四個出軌少女蕉、詩、腐乳、餅的流連之地。

## 屯門市中心行人平台
華都花園是屯門市中心行人平台建築群之一。此行人天橋平台位於L3層，模式與中區行人天橋系統、灣仔北行人平台和沙田市中心行人平台類同。在市中心的商場第3層，出入口四通八達，以行人天橋及廣場平台建築，與周邊大廈及商場互聯，包括與屯門市廣場及至新都大廈互連。行人天橋亦可通往屯門公園、屯門站和V City。